# Syrské písmo (varianta estrangelo)

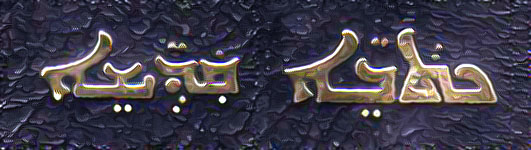
Ktávé qadíšé (Písma svatá) – titul syrské Bible vydané UBS v letech 1979–1996. Písmo estrangelo vokalizované původní syrskou punktací. Ukázka užití estrangela jako ozdobného písma.

Estrangelo (ܐܣܛܪܢܓܠܐ) je původní syrské písmo z něhož se vyvinula minimálně dvě další: (nestoriánské východosyrské, a jakobitské, západosyrské, zvané serto. Patří do rodiny semitských písem, lineární spojná forma písma aramejského (jímž se dnes zapisuje hebrejština). Jméno estrangelo (západosyrskou výslovností estrangelá; řecky: στρογγυλη, strongylé) pochází snad z arabského satr andžilijí („písmo evangelií“). Vzniklo patrně v Edesse (později Urfa, dnes Şanlıurfa; první stát, kde se křesťanství stalo státním náboženstvím), podle Č. Loukotky z písma palmyrského. Písmo syrských křesťanských autorů zejména v období 3.–7. stol. křesťanského letopočtu.

## Obecná charakteristika

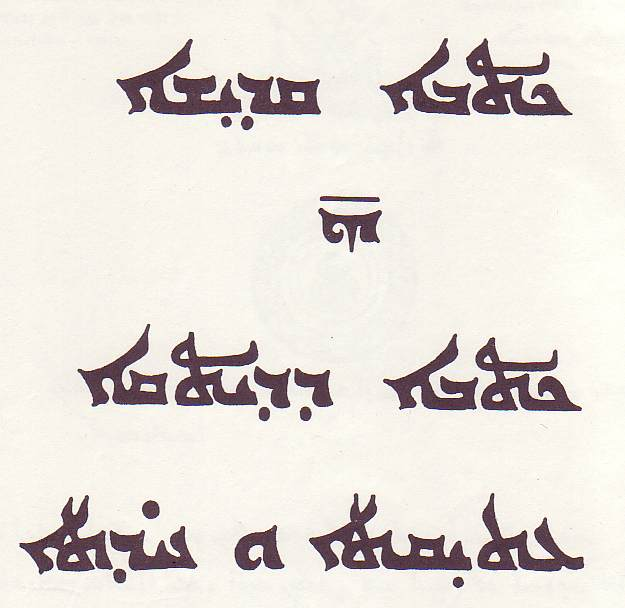
Písma svatá – Písma Starého a Nového Zákona. Ukázka frontispisu syrské Bible vydané UBS v letech 1979–1996. Příklad užití estrangela jako ozdobného písma s kaligrafickými prvky a ligaturami. Nevokalizovaný text. Slovo „zákon“ (diatiké) navíc prozrazuje vliv řečtiny na církevní syrštinu.

Jako všechna semitská písma, také estrangelo se čte zprava doleva a původně zaznamenávalo pouze souhlásky; samohlásky si musel čtenář domyslet. Zvláštnosti syrštiny si však brzy vynutily alespoň náznaky vokalizace. Písmo je spojné, ač ne důsledně: (některé) znaky na sebe navzájem navazují se sousedními. Každý znak má proto až čtyři formy: samostatnou, napojenou zprava, napojenou zleva a napojenou z obou stran (výraznější je to u obou zmíněných následných písem). Vyskytují se i ligatury (slitky znaků). Zapisovalo se na podklad otočený o 90° doleva ve sloupcích odshora dolů, řazených zleva doprava, četlo se otočené zpět v řádcích zprava doleva, řazených shora dolů. Zdánlivě komplikovaný způsob řešil nebezpečí, že si písař bude při psaní text umazávat rukou. Písmo tím získalo výrazně ostrý sklon směrem doleva.

## Tabulka znaků

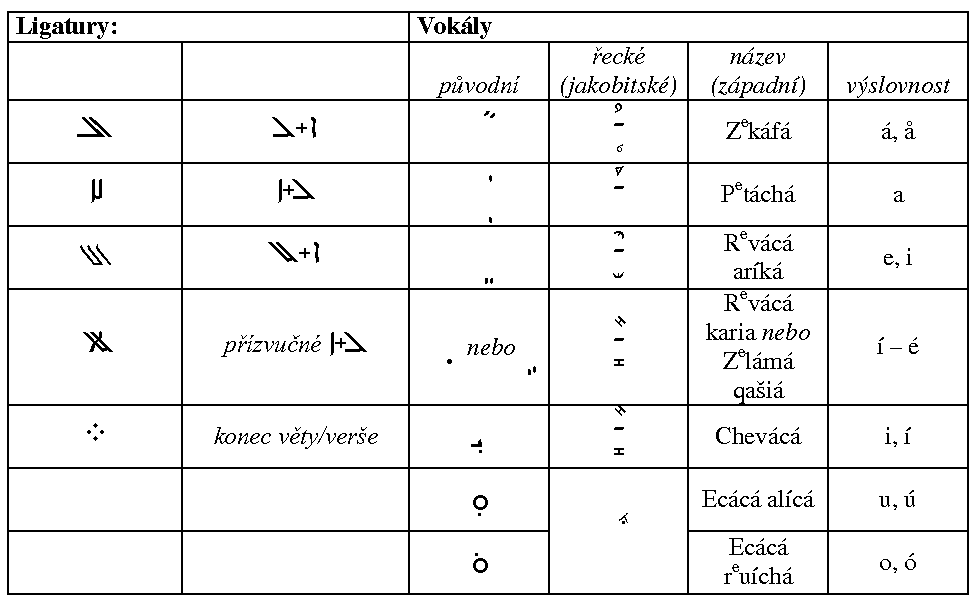
Syrská vokalizace a další znaménka

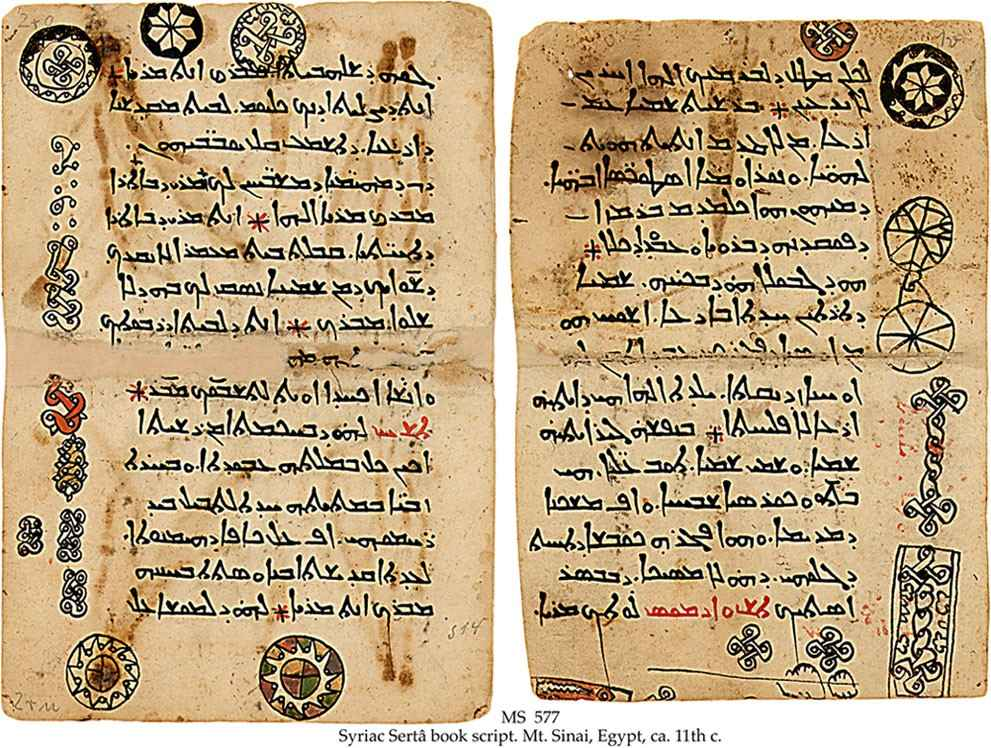
Syrská kniha z 11. století v písmu Estrangelo (některé znaky už mají formu Serto)

Upozornění: některé prohlížeče zobrazují místo Estrangela písmo kanaánské – porovnejte s tabulkou znaků na stránce Serto!
| Estrangelo nespojná popř. koncová forma | název záp. výsl. | výslovnost | entita                      | hexadecim.      | Win XP            | OS X Option             | hebrejský ekvivalent | číselná hodnota |
| ܐ                                       | Álaf             | `          | & # 1 8 0 8 ;               | &#x0710         | ALT+1808          | Option+0710             | א                    | 1               |
| ܒ                                       | BéÞ              | b, v       | & # 1 8 1 0 ;               | &#x0712         | ALT+1810          | Option+0712             | ב                    | 2               |
| ܓ                                       | Gámal            | g          | & # 1 8 1 1 ;               | &#x0713         | ALT+1811          | Option+0713             | ג                    | 3               |
| ܕ                                       | DálaÞ            | d          | & # 1 8 1 3 ;               | &#x0715         | ALT+1813          | Option+0715             | ד                    | 4               |
| ܗ                                       | Hé               | h          | & # 1 8 1 5 ;               | &#x0717         | ALT+1815          | Option+0717             | ה                    | 5               |
| ܘ                                       | Uau              | u, w       | & # 1 8 1 6 ;               | &#x0718         | ALT+1816          | Option+0718             | ו                    | 6               |
| ܙ                                       | Zai(n), Zén      | z          | & # 1 8 1 7 ;               | &#x0719         | ALT+1817          | Option+0719             | ז                    | 7               |
| ܚ                                       | Chét             | ch         | & # 1 8 1 8 ;               | &#x071A         | ALT+1818          | Option+071A             | ח                    | 8               |
| ܛ                                       | TéÞ              | t          | & # 1 8 1 9 ;               | &#x071B         | ALT+1819          | Option+071B             | ט                    | 9               |
| ܝ                                       | Jód              | j          | & # 1 8 2 1 ;               | &#x071D         | ALT+1821          | Option+071D             | י                    | 10              |
| ܟܟ                                      | Káf              | ķ          | & # 1 8 2 3 ;               | &#x071F         | ALT+1823          | Option+071F             | כ                    | 20              |
| ܠ                                       | Lámad            | l          | & # 1 8 2 4 ;               | &#x0720         | ALT+1824          | Option+0720             | ל                    | 30              |
| ܡܡ                                      | Mím              | m          | & # 1 8 2 5 ;               | &#x0721         | ALT+1825          | Option+0721             | מ                    | 40              |
| ܢܢ                                      | Nún              | n          | & # 1 8 2 6 ;               | &#x0722         | ALT+1826          | Option+0722             | נ                    | 50              |
| ܣ ܤ                                     | SemkaÞ           | s          | & # 1 8 2 7 ; & # 1 8 2 8 ; | &#x0723 &#x0724 | ALT+1827 ALT+1828 | Option+0723 Option+0724 | ס                    | 60              |
| ܥ                                       | É                | ´          | & # 1 8 2 9 ;               | &#x0725         | ALT+1829          | Option+0725             | ע                    | 70              |
| ܦ                                       | Pé               | p, f       | & # 1 8 3 0 ;               | &#x0726         | ALT+1830          | Option+0726             | פ                    | 80              |
| ܨ                                       | Cádé             | c          | & # 1 8 3 2 ;               | &#x0728         | ALT+1832          | Option+0728             | צ                    | 90              |
| ܩ                                       | Qóf              | k          | & # 1 8 3 3 ;               | &#x0729         | ALT+1833          | Option+0729             | ק                    | 100             |
| ܪ                                       | Réš              | r          | & # 1 8 3 4 ;               | &#x072A         | ALT+1834          | Option+072A             | ר                    | 200             |
| ܫ                                       | Šín              | š          | & # 1 8 3 5 ;               | &#x072B         | ALT+1835          | Option+072B             | ש                    | 300             |
| ܬ                                       | Tau              | t, Þ       | & # 1 8 3 6 ;               | &#x072C         | ALT+1836          | Option+072C             | ת                    | 400             |

## Dnešní užití

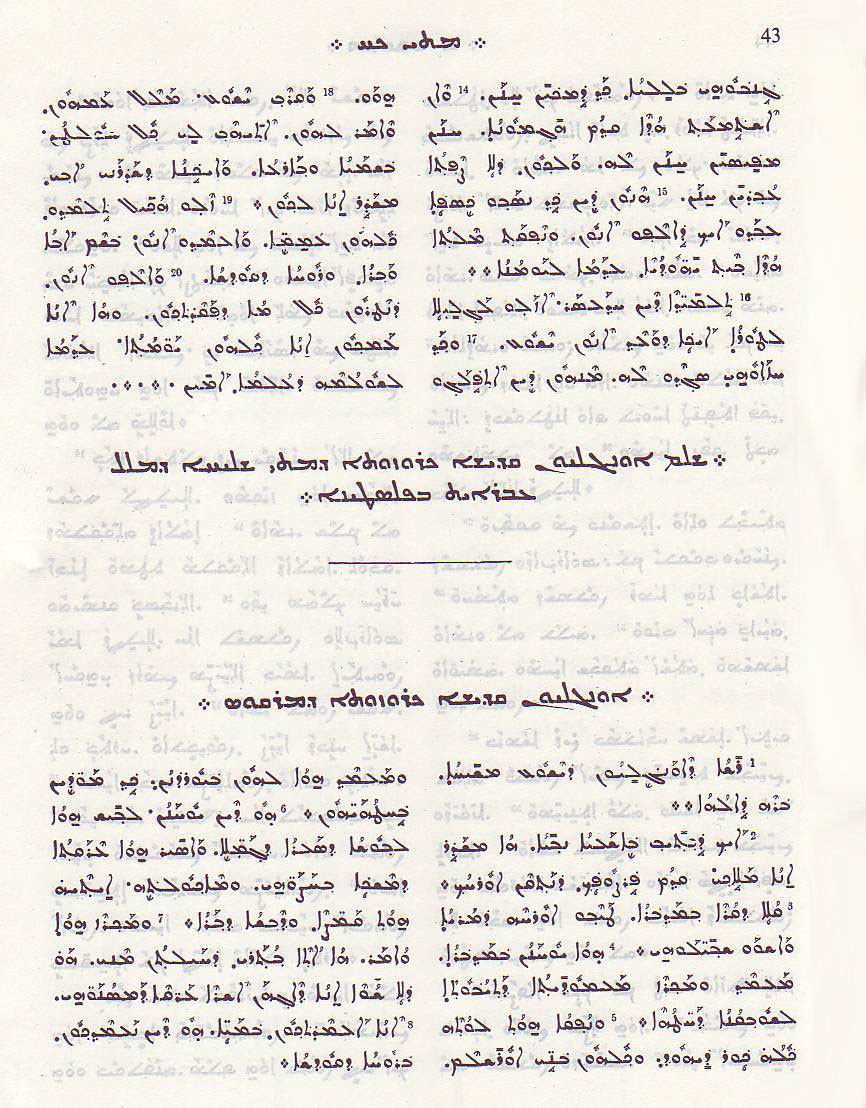
Ukázka kombinovaného užití písem Serto (vokalizované) a Estrangelo (nevokalizované). Stránka Nového Zákona v syrské Bibli vydané UBS 1979/1996.
Zatímco vlastní text je v písmu Serto, redakční popisky jsou v písmu Estrangelo:
nahoře: "Matouš 28"; uprostřed: "Končí svaté evangelium - evangelium apoštola Matouše, které řekl hebrejsky v Palestině"; pod čarou: "Svaté evangelium - evangelium Markovo".

Estrangelo bylo brzy opuštěno ve prospěch jednodušších písem, která se z něj vyvinula. Dnes slouží spíš jako monumentální, ozdobné písmo, případně k odlišení (asi jako v latince kurzíva). Poslední dobou je však čím dál oblíbenější u tvůrců softwarových fontů, je jediným syrským písmem v Unicodu. Lze jej sehnat snáze než obě modernější formy syrského písma.

## Ukázka estrangelaUNICODE
| ܐܒܘܢ ܕܒܫܡܝܐ ܢܬܩܕܫ ܫܡܟ ܀                                                          | 9  |
| ܬܐܬܐ ܡܠܟܘܬܟ ܢܗܘܐ ܨܒܚܟ ܐܝܟܢܐ ܕܒܫܡܝܐ ܐܦ ܒܐܪܥܐ ܀                                    | 10 |
| ܗܒ ܠܢ ܠܚܡܐ ܕܣܘܢܩܢܢ ܝܘܡܢܠ ܀                                                       | 11 |
| ܘܫܒܘܩ ܠܢ ܚܘܒܝܢ ܐܝܟܢܐ ܕܐܦ ܚܢܢ ܫܒܩܢ ܠܚܝܒܝܢ ܀                                       | 12 |
| ܘܠܐ ܬܥܠܢ ܠܢܣܝܘܢܐ ܐܠܐ ܦܨܢ ܡܢ ܒܝܫܐ ܡܛܠ ܕܕܝܠܟ ܗܝ ܡܠܟܘܬܐ ܘܚܝܠܐ ܘܬܫܒܘܚܬܐ ܠܥܠܡ ܥܠܡܝܢ ܀ | 13 |

(Modlitba Páně - "Otčenáš" - Mt 6, 9b-13)